# Кокуй (Топкинский район)
Кокуй — деревня в Топкинском районе Кемеровской области. Входит в состав Усть-Сосновского сельского поселения.

## География
Центральная часть населённого пункта расположена на высоте 190 метров над уровнем моря.

## Население
По данным Всероссийской переписи населения 2010 года, в деревне Кокуй проживает 72 человека (34 мужчины, 38 женщин).